# Coming Out of the Ice
Pour plus de détails, voir Fiche technique et Distribution.
Coming Out of the Ice est un téléfilm américain réalisé par Waris Hussein en 1982. 

## Résumé
Emmené en 1931 par son père depuis Detroit où ils vivaient en immigrés vers l'URSS pour soutenir l'industrie soviétique, Victor, athlète remarqué, refuse la citoyenneté russe et se fait persécuter par les autorités staliniennes. Il sortira de torture et de déportation après 45 ans de présence en territoire soviétique.

## Fiche technique
- Titre original : Coming Out of the Ice
- Titre français : Le Survivant des glaces
- Titre alternatif : Goulag
- Scénario : Alan Sharp et Victor Herman (d'après son autobiographie : Coming Out of the Ice : An Unexpected Life[1])
- Musique : Maurice Jarre
- Durée : 104 min
- Pays :  États-Unis
- Langue : anglais, russe (finnois)
- Couleur
- Mono
- Format d'image : 1.33:1
- Date de diffusion :
  -  États-Unis : 23 mai 1982

## Distribution
- John Savage (VF : Bernard Murat) : Victor Herman
- Willie Nelson (VF : Serge Sauvion) : Red Loon
- Francesca Annis (VF : Brigitte Morisan) : Galina
- Ben Cross (VF : Claude d'Yd) : le général Tuchachevsky
- Frank Windsor (VF : Henri Djanik) : Sam Herman
- Peter Vaughan : Belov
- Sylvia Kay (VF : Jane Val) : Rose Herman
- Bernice Stegers (VF : Monique Thierry) : la coiffeuse
- Michael Burrell (VF : Gérard Hernandez) : l'homme en grève de la faim
- Edward Burnham (VF : Jacques Deschamps) : le commissaire
- Clive Merrison (en) (VF : Francis Lax) : Bikov
- John Malcolm (VF : Yves Barsacq) : Chernov
- David Hayman (VF : Joseph Falcucci) : un garde
- Malcolm Storry (VF : Michel Beaune) : un autre garde
- Hal Galili (VF : Georges Atlas) : le guide américain
- Tom Chadbon (en) (VF : Daniel Gall) : Samsonov (non crédité)